# Puruni
Puruni je rijeka u Gvajani. Pritoka je rijeke Mazaruni i pripada porječju rijeke Essequibo.